# Jon Bass
Jon Bass (* 22. September 1989 in Bellaire, Texas) ist ein US-amerikanischer Schauspieler. Bekannt wurde er durch seine Rolle als Ronnie Greenbaum im Film Baywatch.

## Leben
Jon Bass absolvierte die Bellaire High School in 2005. Im Jahr 2009 schloss Bass sein Studium an der Boston University mit einem Bachelor of Fine Arts in Theaterkunst ab. Danach zog er nach New York. Am Anfang spielte er für die Rolle von Elder Cunningham in The Book of Mormon vor. Jedoch bekam er die Rolle nicht. Ein Jahr später wurde er in die Denver- und Los-Angeles-Produktionen aufgenommen und ersetzte Josh Gad in der Rolle am Broadway. 2014 spielte er eine kleine Rolle in der HBO-Comedy-Serie Girls und hatte dann kleinere Gastrollen in The Newsroom und House of Lies. Ab 2015 übernahm er dann eine Hauptrolle in der Serie Big Time in Hollywood, FL.
2016 spielte er dann in Loving mit, 2017 in All Nighter. Sein bisher größter Erfolg war im Blockbuster Baywatch, dort übernahm er die Rolle des Ronnie Greenbaum, am Set waren unter anderem Zac Efron und Dwayne Johnson.

## Filmografie

### Kinofilme
- 2012: Advice (Kurzfilm)
- 2014: The Refrigerator (Kurzfilm)
- 2015: Ratter
- 2015: Jane Wants a Boyfriend
- 2016: Loving
- 2017: All Nighter
- 2017: Baywatch
- 2017: Post-Party (Kurzfilm)
- 2017: Meet Cute (Kurzfilm)
- 2017: Molly’s Game – Alles auf eine Karte (Molly’s Game)
- 2019: Plus One
- 2019: Sword of Trust

### Fernsehen
- 2014: Girls (Folge: Einzelkind)
- 2014: Next Time on Lonny (Folge: The End of Lonny)
- 2014: The Newsroom (2 Folgen)
- 2015: Big Time in Hollywood, FL (Hauptrolle; 10 Folgen)
- 2016: American Horror Story (Folge: Kapitel 9)
- 2019–2023: Miracle Workers
- 2022: She-Hulk: Die Anwältin (She-Hulk: Attorney at Law, Miniserie, 4 Folgen)
- 2023: Grey’s Anatomy (1 Folge)